# Fidel Vela García
Fidel Vela García (Arcos de Jalón, Soria, 24 de abril de 1934-Alcalá de Henares, Madrid, 31 de agosto de 2023) fue un escritor y político español.

## Biografía
En 1936, siendo niño, se traslada con su familia a Sigüenza (Guadalajara) donde reside hasta 1971. En 1953 comienza a trabajar en la banca, y por motivos laborales, tuvo que trasladarse, en 1971, a Alcalá de Henares donde establecerá su residencia.
Entre 1979 y 1983 desempeña el cargo de concejal del Ayuntamiento de la ciudad, siendo miembro por ello del primer gobierno local democrático de Alcalá de Henares. Durante su etapa como político, que duró desde 1979 a 2003, desempeñó diversos cargos entre los que cabe destacar su mandato como presidente de la Comisión de Hacienda, o vicepresidente y más tarde presidente de la Mancomunidad de Aguas del Sorbe.

## Faceta literaria
Como escritor, se ha centrado en la novela, aunque también ha realizado muchas publicaciones de artículos y relatos breves, tanto en revistas como en periódicos de ámbito local y nacional. También ha escrito cuentos, entre los que se puede destacar "El Guardafreno", publicado en la revista Hermandad del ferroviario en el número de noviembre/diciembre de 1961, y por el que fue premiado por esta publicación.
Entre su obra literaria cabe destacar:
- Por tierras de Guadalajara y Soria. De Sigüenza a Gormaz. Cultiva libros (IBD), ISBN 978-84-9923-841-8.[2]
- Conversaciones en la ciudad de Alcalá de Henares. Editorial Letras de autor, ISBN 978-84-16362-76-9.
- La Oficina, accésit Premio Eugenio D`Ors. Autor-Editor 253 ISBN  978-84-400-3755-8.[2]
- Las leyes del éxito. José Esteban, Editor. ISBN 978-84-85869-49-7.
- Proceso de paz. Ponencia marco. Cultiva Comunicación. ISBN 978-84-936429-7-6.[2]
- El ruta. Sigüenza-Alcalá. Cultiva Libros. ISBN 978-84-9923-584-4.
- Cuentos del Henares. Editorial Letras de autor. ISBN 978-84-17326-26-5.
- La Consulta. Publicado por La Novela Popular. Madrid, (1965)[8]
- El túnel, premio revista Ferroviarios.[2]
- Diga dos (accésit premio Jara Carrillo).[2]
- Propuesta democrática (accésit premio Ciudad de Ermua).[2]
- Los Acorralados. Editorial La Rueca. ISBN 978-84-19865-09-0[9]